# O'Connor Sligo
Les Ó Conchobhair Sligigh (anglicisé en  O'Connor Sligo), sont une dynastie gaélique irlandaise du Connacht.

## Historique
Les Ó Conchobhair Sligigh sont une branche des Ó Conchobhair rois de Connacht. Ils étaient issus de Brian Luighnech Ua Conchobhair († 1181), un fils cadet de l'Ard ri Erenn Toirdelbach Ua Conchobair et restèrent seigneur de  Sligo jusqu'au XVIIe siècle. Ils furent un temps connu sous le nom de « Clann Andrias » d'après un fils éponyme de Brian Luighnech. La famille s'établit d'abord dans le Túath de Cairbre Drom Cliabh avant de devenir seigneurs du Bas Connacht
(anglais Lower Connacht , gaélique Íochtar Connacht), dans l'actuel comté de Sligo
Cathal mac Domhnaill Ua Conchobair fils de Domnall mac Taidgh  (†  1307) descendant à la 5e génération de Brian Luighnech s'attribue provisoirement, la royauté du Connacht  puis se joue des rivalités des Hiberno-Normands ce qui entraîne l'exclusion de  famille Fitzgerald des domaines contrôlés par la famille de Burgh qui étaient  les seigneurs de Connaught, et à l'effondrement de leur pouvoir pendant la « Guerre civile des Burke ». Au cours des siècles suivants, notamment pendant le long règne de Brian Mac Domhnaill Ó Conchobhair Sligigh (1403-1440) ils tentent de repousser la dynastie O'Donnell de Tyrconnell et de jouer un rôle d'arbitre dans leurs querelles avec les Ui Neill. Ils doivent  finalement reconnaître leur suprématie avant l'effondrement de l'ordre gaélique après la guerre de neuf ans d'Irlande

## Ó Conchobhair Sligigh, Chefs du nom
- Cathal mac Domhnaill Ó Conchobhair Sligigh, 1318-1324.
- Muircheartach mac Domhnaill Ó Conchobhair Sligigh, 1324–1329
- Maghnus mac Cathail Ó Conchobhair Sligigh, 1329-1342.
- Cathal Óg mac Cathail Ó Conchobhair Sligigh[2], 1342-3 novembre 1362.
- Tadhg mac Maghnusa O Conchobhair Sligigh, 1362-1368, (1371) .
- Domhnall mac Muircheartaigh Ó Conchobhair Sligigh, 1368- 18 décembre 1395.
- Muircheartach Bachach mac Domhnaill Ó Conchobhair Sligigh, 1395-1403.
- Brian mac Domhnaill Ó Conchobhair Sligigh, 1403-1440.
- Eoghan mac Domhnaill Ó Conchobhair Sligigh, 1440-1444.
- Toirdhealbhach Carrach Mac Domhnaill Ó Conchobhair Sligigh, 1444-1455.
- Maghnus mac Briain Ó Conchobhair Sligigh, 1455-1461.
- Tadhg mac Eoghain Ó Conchobhair Sligigh, 1461-1462.
- Domhnall mac Muircheartaigh Bhachaigh Ó Conchobhair Sligigh, 1462–1464
- Ruaidhrí mac Briain Ó Conchobhair Sligigh, 1464-1478?
- Domhnall mac Eoghain Ó Conchobhair Sligigh, 1478?- 14 mars 1494.
- Ruaidhrí mac Toirdhealbhaigh Carraigh Ó Conchobhair Sligigh, 1494–1495
- Ruaidhrí Óg mac Ruaidhrí Bhallaigh Ó Conchobhair Sligigh, 1495-1495[3].
- Feidhlimidh mac Maghnusa Ó Conchobhair Sligigh, 1495–1519[3]
- Tadhg Óg mac Tadhg Ó Conchobhair Sligigh[4], 1533-1545.
- Tadhg mac Cathail Óig Ó Conchobhair Sligigh, 1545-1552
- Ruaidhrí mac Feidhlimidh Ó Conchobhair Sligigh, 1545-1552. 1552-
- Sir Domnhnall Ó Conchobhair Sligigh, c.1556- 5 janvier 1588.
- Sir Donnchadh Ó Conchobhair Sligigh, 1588-1609.
- Sir An Calbhach Ó Conchobhair Sligigh, 1609-1625.
- Donnchadh mac Domhnaill Ó Conchobhair Sligigh, 1625-1634.

### Sources
- (en) T.W Moody, F.X. Martin et F.J. Byrne, A New History of Ireland IX Maps, Genealogies, Lists. A companion to Irish History part II, Oxford, Oxford University Press, 2011, 690 p. (ISBN 978-0-19-959306-4),  O' Connor Sligo: Ó Conchobhair Sligigh Lords of Caibre [Carbury, Co Sligo], 1318-1634 Genealogical Table n°30 et Succession Lists 1318-1634.